# أنبج شائع
الأنبج الشائع (الاسم العلمي: Mangifera indica)، وهي أحد أنواع جنس الأنبج من الفصيلة البطمية. تنتشر بشكل كبير في الهند.

## أسماء أخرى
تُسمى أيضًا الأنبج الهندي أسمائها الشائعة الأنْبَج والعَنْب والأنْب والعَنْبة والعَنْبَا والأنْبا والعَنبَاء والأمْب والمَنْغَا والمَنْجَا والمَنْغُو والمَنْجُو والمانجو